# 渡辺ケイジ
渡辺 ケイジ（わたなべ けいじ、1977年10月1日 - ）は日本のシンガーソングライター。茨城県龍ケ崎市出身。所属事務所兼レコード会社だったKz-Sound株式会社の社長が2009年に32歳の若さで他界、親友でもあった吉田氏の意思を一生涯残すと誓い、残ったスタッフと共にKz-Soundプロジェクトとして再出発。フリーとして活動を開始。

## 人物
2005年、それまで活動を共にしてきたギターを置き、独学でピアノを始める。
全曲の作詞、作曲を本人がこなす。本人曰く「音楽の神様が降りてくる」時に、曲と詩が同時に出来るらしい。早いときは30分で完成する。長いときは半年以上かかる。
1960年代～1980年代のUKロックに多大な影響を受けてはいるが、『日本人なので何をやっても結局はJ-POPです』と思っており、日本語を大切にしたメロディや言葉を用いている。
現在はソロ活動の他、4ピースバンド、各メジャーアーティストのバックでヴァイオリニストとして活躍している吉成とも子とのユニット、ストリングスアレンジにFIELD OF VIEWやコブクロ、平原綾香などのキーボーディスト兼アレンジャーとしても活躍していた藤井理央を迎えている。

## サポートメンバー
Gt：平田晃一（FROM:Bumpin' Buzz Scarab）
Ba：カサハラ【デューラー】タカアキ（FROM:gypsyconnection）
Dr：星山哲也（FROM:Librian etc...）
Dr：田村圭（FROM:ヒメノアキラ etc...）
Per：冨田廣佑
Key：藤井理央
Vn：吉成とも子
Vn：坂田知香
Va：渡邉智生
Vc：原口梓

## ディスコグラフィー

### シングル
- master of bless Ⅰ <ミルク・きみの手>（2006年3月18日）
- master of bless Ⅱ <Love is Over・Don't cry anymore>（2006年7月22日）
- vivid spirit<サクラチルキセツ・らぶそんぐ・Freeway・You...>（2009年8月20日）

### アルバム
- 『ホッとミルク』（2006年12月27日）

収録曲
1：タイムマシン
2：風見鶏
3：ホテルカサブランカ
4：花火
5：ヒハマタノボル
6：Love is Over
7：きみの手
8：小さな決心
9：ミルク
10：ありがと。
- 『Parabox』　　（2008年7月5日）

収録曲
1：Open the PARABOX
2：GOOD MORNING,SON
3：タイムマシン
4：Virtual Life
5：Shapes of Love
6：カナリーグラス
7：明日へWaltz
8：人生ゲーム
9：Don't cry anymore
10：Close the PARABOX

### DVD
- 『僕はここにいるよ』　　（2008年11月17日）

収録内容：2008年8月23日に行われた青山『月見ル君想フ』でのツアーファイナルワンマンLive、オフショット、『きみの手』PV2ヴァージョン（出演：すぎもとみさき）